# 瑞典歷史博物館
國家歷史博物館（瑞典語：或）是位於瑞典斯德哥爾摩的博物館，收藏石器時代至16世紀的瑞典文化歷史文物。館內最著名的是收藏大量金製文物的展館，號稱「金房子」（Guldrummet）。其他展覽館還展出有關維京人的展品。
2004年，歷史博物館展出以巴勒斯坦自殺襲擊者為主題的《白雪公主與真理的瘋狂》，引發國際爭議。

## 外部連結
- 瑞典歷史博物館 （页面存档备份，存于）